# Lesoto en los Juegos Olímpicos de Barcelona 1992
Lesoto estuvo representado en los Juegos Olímpicos de Barcelona 1992 por seis deportistas, cinco hombres y una mujer, que compitieron en atletismo.
El equipo olímpico lesotense no obtuvo ninguna medalla en estos Juegos.